# 翁宇庆
翁宇庆（1940年1月1日—），江苏常熟人，中华人民共和国科学家、中国工程院院士。

## 生平
1963年，毕业于清华大学金属学和金属材料专业；1984年，获美国宾夕法尼亚大学材料科学及工程博士学位。之后担任中国金属学会理事长、中国工程院院士、俄罗斯工程院院士、科技部“973计划”材料领域顾问组成员。2011年，担任北京交通大学教授。